# Paraproba capitata
Paraproba capitata är en insektsart som först beskrevs av Van Duzee 1912.  Paraproba capitata ingår i släktet Paraproba och familjen ängsskinnbaggar. Inga underarter finns listade i Catalogue of Life.